# Elephantomyia (Elephantomyia) barda
Elephantomyia (Elephantomyia) barda is een tweevleugelige uit de familie steltmuggen (Limoniidae). De soort komt voor in het Afrotropisch gebied.